# Disney Channel (Węgry)
Disney Channel Węgry – węgierskojęzyczna satelitarno-kablowa stacja o profilu familijnym, węgierski oddział międzynarodowego Disney Channel.

## Historia
Kanał został uruchomiony w listopadzie 2000 roku jako Fox Kids. 18 kwietnia 2004 roku Fox Kids uruchomił blok programowy Jetix. 1 stycznia 2005 roku Fox Kids zmienił nazwę na Jetix. 11 sierpnia 2008 roku Jetix nadawał blok Gwiazdy Disneya, w którym emitowane były seriale takie jak: Kim Kolwiek, Fineasz i Ferb, Amerykański smok Jake Long, Hannah Montana i Czarodzieje z Waverly Place. 13 lutego 2009 roku po uruchomieniu Disney XD w USA Disney-ABC Television Group rozpoczął rebranding kanałów Jetix w całym kraju. Jednak w innych krajach (w tym Węgry) 19 września 2009 roku Jetix zmienił nazwę na Disney Channel. 1 czerwca 2011 roku Playhouse Disney został zmieniony w Disney Junior.

## Programy

### Seriale fabularne
| Aktualnie w emisji: - Czarodzieje z Waverly Place - Ja w kapeli - Jake i Blake - Jessie - Moja niania jest wampirem - Nadzdolni - Nie ma to jak hotel - Powodzenia, Charlie! - Suite Life: Nie ma to jak statek - Taniec rządzi - Zeke i Luther - Akwalans - Dzieciak kontra Kot - Fineasz i Ferb - Kick Strach się bać - Odlotowe agentki - Teraz Miki - Timon i Pumba - Wróżkowie chrzestni - Zhu Zhu - Agent specjalny Oso - Jake i piraci z Nibylandii - Klub przyjaciół Myszki Miki - Mali Einsteini - Przystanek dżungla - Ul - Złota Rączka | Dawniej w emisji: - Avengers: Potęga i moc - Brenda i pan Whiskers - H2O – wystarczy kropla - Hannah Montana - Jimmy Cool - Jonas w Los Angeles - K-9 - Leniuchowo - Lilo i Stich - Monster Buster Club - Pokémon - Słoneczna Sonny - Sówka - Zafalowani |

## Filmy
| - Aladyn - Au Pair - Boska przygoda Sharpay - Brat zastępowy - Camp Rock - Camp Rock 2: Wielki finał - Czarodzieje z Waverly Place: Film - Czytaj i płacz - Dwanaście okrążeń - Dziewczyny Cheetah - Dziewczyny Cheetah 2 - Dziewczyny Cheetah: Jeden świat - Dzwoneczek - Dzwoneczek i zaginiony skarb - Gdzie jest Nemo? - Geniusz - Harriet szpieguje: Wojna blogów - High School Musical - High School Musical 2 - High School Musical: El Desafio - I bądź tu mądra - Irlandzkie szczęście - Kacper i Wendy - Kadet Kelly | - Królewna Śnieżka i siedmiu krasnoludków - Lemoniada Gada - Magiczny duet - Magiczny duet 2 - Mali agenci - Metamorfoza - Miasteczko Halloween - Miasteczko Halloween II: Zemsta Kalabara - Możemy wygrać - O, kurczę! - Piękne mleczarki - Planeta skarbów - Pocahontas - Podniebny wyścig - Program ochrony księżniczek - Randka z gwiazdą - Randka z wampirem - Szesnaście życzeń - Tajmiaki - Tatastrofa - Toy Story 2 - Wendy Wu - Wirtualny ideał - Wskakuj! - Życzenie wigilijne Richiego Richa |